# Care Racing
Care Racing, en forme longue Care Racing Development est une écurie britannique de sport automobile fondée en 2000 par Frédéric Dor.

## Historique
La structure est créée en 2000 par Frédéric Dor, en tant que filiale de course automobile de Care Group.
Care Racing participe au développement de la Ferrari 550 GTS Maranello avec Prodrive,,.
Début mars 2003, Care Racing annonce qu'elle est sur le point d'engager deux Ferrari 550 GTS Maranello pour l'American Le Mans Series.
En novembre, l'écurie engage deux Ferrari 550 GTS Maranello préparée en collaboration avec Veloqx, pour les 1 000 kilomètres du Mans. À l'arrivée les deux voitures réalisent un doublé dans la catégorie GTS, terminant au cinquième et sixième rang du classement général. Jamie Davies l'un des pilotes de la Ferrari no 88, gagnante de l'épreuve, avec Darren Turner, s'exprime à l'arrivée : « C'est tout simplement fantastique. Ma deuxième victoire au Mans cette année et une fin parfaite en 2003. L'équipe de Veloqx a parfaitement préparé la voiture et Michelin a réalisé un travail remarquable. Un bon résultat et un bon sentiment ».
En décembre 2004, Care Racing conclut un partenariat pour le soutien technique des Ferrari 550 GTS Maranello de BMS Scuderia Italia, les deux entités annoncent qu'elles participeront aux Le Mans Endurance Series.